# Passat (Band)
Die Passat Blues Band ist eine Berliner Bluesrockband und gehörte Ende der 1970er Jahre zu den bekanntesten Vertretern der Blueserszene in der DDR.

## Repertoire und Sound
Das Repertoire der Band besteht heute aus Coverversionen von Jimi Hendrix, der Allman Brothers und Stevie Ray Vaughan. Hinzu kommen Bob-Dylan-Songs, die mit deutschen Texten versehen, weitestgehend authentisch nachgespielt werden (u. a. Autobahn A10/Highway 61 oder Wie ein runder Stein/Like A Rolling Stone). 
Der spezielle Sound der Band wird durch die Benutzung des Bass-Gitarre-Hybriden erzeugt. Dieser ist eine patentrechtlich geschützte Eigenentwicklung, auf dem parallel Bass- und Gitarrenstimmen gespielt werden.

## Geschichte
Passat wurde 1976 in Ost-Berlin von Werner Hofer gegründet und hatte in der DDR Semiprofistatus. Die Band spielte anfangs vorwiegend Titel bekannter Vertreter des Bluesrock. Zunehmend wurden eigene Titel mit deutschen Texten und starken Rock- und Jazzeinflüssen in das Repertoire aufgenommen. Die Bandbesetzung wechselte mehrfach.
Zur Band gehörten:
- Werner Hofer (Gitarre, Bass)
- Ryk Boden (Gitarre, Gesang)
- Wolf-Dieter Mohr (Bass)
- Hagen Dyballa (Bass)
- Hansi Dreßler (Bass, Gesang)
- Reinhard Respondek (Schlagzeug)
- Frank Käppner (Gesang)
- Bernd Buchholz (Gesang, Schlagzeug)
- Peter Krokoschinsky (Schlagzeug, Percussion)
- Igor Flach (Mundharmonika)
- Udo Jünnemann (Gesang, Mundharmonika)
- Marek Bukowski (Piano)

Hagen Dyballa wechselte 1980 zur Jonathan Blues Band und Bernd Buchholz zu Monokel. Igor Flach, neben Bernd Kleinow ein bekannter Mundharmonikaspieler und Solist, kam 1987 von Jonathan und stand bis 1989 mit Passat auf der Bühne. Die heutigen Bandmitglieder spielten bereits in den 1980er Jahren zusammen bei Passat.
1991 löste sich die Band auf und wurde im Jahre 2003 von Ryk Boden neu gegründet. Sie ist heute eine vor allem im Osten Deutschlands bekannte Liveband.